# GO ACTION
「GO ACTION」（ゴー・アクション）は、EGO-WRAPPIN'の3枚目のシングル。

## 解説
5thアルバム『ON THE ROCKS!』以来2年2ヶ月ぶりとなる音源。シングルとしては約6年ぶりのリリースとなった。
表題曲「GO ACTION」はユニリーバ「AXE Dark temptation」のCMソング。カップリング曲にはシンディ・ローパーのデビュー曲「Girls Just Want To Have Fun」のカバーを収録。
テレビ朝日『ミュージックステーション』で披露され、これがエゴ・ラッピンとしての初の音楽番組出演となった。

## 収録曲
| 全編曲: EGO-WRAPPIN'、THE GOSSIP OF JAXX。 |                                         |               |                  |      |
| #                                          | タイトル                                | 作詞          | 作曲             | 時間 |
| 1.                                         | 「GO ACTION」                           | 中納良恵      | 中納良恵、森雅樹 | 4:07 |
| 2.                                         | 「Girls Just Want To Have Fun」(カバー) | Robert Hazard | Robert Hazard    | 3:22 |